# 拯溺雄心
《拯溺雄心》（英文：Bondi Rescue）是澳洲Channel Ten的真人秀節目。節目有關在邦代海灘當值的救生員平日的救援工作。
頭三季的節目在2006年至2008年的年初播畢，有時會在年尾重播。由於節目的成功，產生了一個衍生節目（spinoff），地點設於印尼峇里島，在2008年9月10日開始播映。《拯溺雄心》也在國家地理歷險頻道（National Geographic Adventure）播映（包括英國、紐西蘭、丹麥、瑞典、挪威和德國）。現在國家地理歷險頻道也在香港地區播映第一季。

## 播映
海外：2010年12月12日起，每週日晚間八點半在香港J2台首播。

## 概要
邦迪救生員每個夏天要出動大約2千5百次的救援行動，包括為迷失小孩尋回家人、對付小偷，或鯊魚恐慌等，他們的工作甚至包括觀察海水。一些名人像芭黎絲·希爾頓、理察·布蘭森、史蒂夫·欧文和他的女兒本迪·歐文，甚至印度板球隊也曾接受過邦迪救生員的救援。
節目裡有關影片中的連續鏡頭是在播映前一個澳洲的夏季（多數是11月至2月），一些在節目裡伴隨而來的事件都是在新年和澳洲日發生。第三季加插了在年中拍攝有關救生員考驗和訓練的鏡頭。

### 拯溺雄心：峇里島
一共八集的《拯溺雄心：峇里島》在印尼峇里島拍攝，由2008年9月10日起由Channel Ten播映。
這部衍生節目伴隨著幾位邦迪救生員以二個月為期分派到庫塔海灘（Kuta Beach），一個更為潮濕的氣候和更大；以及缺乏救援設備的海灘。 

## 救生員
邦代海灘有一隊共13人的救生隊，包括：
| - Bruce "Hoppo" Hopkins - Rod "Kerbox" Kerr - Greg "Bisho" Bishop - Andrew "Reidy" Reid - Corey Adams - Kris "Yatesy" Yates - Brooke Kassell | - Anthony "Harries" Carroll - Ryan "Whippet" Clark - Trent "Maxie" Maxwell - Dean "Deano" Gladstone - Tom Bunting - Blake McKeown (left) |

## 收視
拯溺雄心在Channel Ten播影後，被證明是一部很成功的節目，平均每集1.31百萬名觀眾收看第三季，贏得2008年度Logie Award頒發的 Most Popular Factual Program。 這個成功也因為節目類近Seven Network播映的《Surf Patrol》和Nine Network播映的《Deadly Surf》。